# 俄罗斯驻德左作战集群
俄罗斯驻德左作战集群（俄语：Оперативная группа российских войск в Приднестровье），是俄罗斯陆军中一支海外军事特遣部队，驻扎在德涅斯特河沿岸。
总部位于蒂拉斯波尔市。该集团是苏联和俄罗斯联邦武装部队近卫第14集团军的继任者。

## 历史
1995年，俄罗斯联邦武装力量总参谋部发布指令，将近卫第14集团军全军改名为摩尔多瓦共和国德涅斯特河沿岸陆军作战集群。2005年，该部队由第8近卫摩步旅、第1162防空导弹团、第15独立通信团以及其他支援单位组成。截至2015年，该部队由第82独立近卫摩步营、第113独立近卫摩步营和第540独立营组成，人员约1,500人。

## 现状
目前，该部队完全用于维持和平和保卫科巴斯纳（Cobasna）弹药库的安全。 同时也为德涅斯特河沿岸摩尔达维亚共和国武装力量提供额外支持。其中大约350-400名士兵直接向负责停火维和的联合控制委员会（Joint Control Commission）报告，并且可以在任何时间分配给它。
科巴斯纳弹药库被称为东欧最大的弹药库之一，它存放着苏联时代遗留的多达20,000吨的军事装备和弹药，来源包括苏联近卫第14集团军以及捷克斯洛伐克、东德。
2018年6月，联合国大会对A/72/L.58决议进行了表决，呼吁“外国军队全部无条件撤出摩尔多瓦共和国领土”，实质上呼吁俄罗斯撤出驻德左作战集群。大会以64 票赞成、15 票反对、83 票弃权通过了该决议。